# Gordimer (cratère)
Gordimer est un cratère d'impact présent sur la surface de Mercure. 
Le cratère fut ainsi nommé par l'Union astronomique internationale en 2019 en hommage à l'écrivaine sud-africaine Nadine Gordimer. 
Son diamètre est de 58 km. Il se situe dans le quadrangle de Borealis (quadrangle H-1) de Mercure. 